# Ricika, Cosău
Ricika (în ucraineană Річка) este o comună în raionul Cosău, regiunea Ivano-Frankivsk, Ucraina, formată numai din satul de reședință.

## Demografie
Componența lingvistică a comunei Ricika
     Ucraineană (100%)
Conform recensământului din 2001, toată populația comunei Ricika era vorbitoare de ucraineană (100%).